# Keema Matar
Keema matar ( "carne picada con guisantes") es un plato del subcontinente indio asociado con el imperio mogol.

## Historia
Originalmente "Keema matar" era un plato popularmente comido en el imperio mogol bajo control de India.

### En familias reales
En las familias reales de subcontinente indio, el plato era servido en acontecimientos y ocasiones especiales como bodas y celebraciones. En las familias mogol  era frecuentemente incluido en la dieta semanal.

### Nombre.
Originalmente se conoce el plato como "Keema matar" aunque coloquialmente se le llama como "Matar Qeema".

## Ingredientes
Los ingredientes de este plato son los ya especificados en su nombre, es decir "Keema" (carne picada) y "Matar" (guisante). Las carnes utilizadas generalmente son de cabra o de ternera. Todos los otros ingredientes incluyen especias indias y agua con grasa vegetal.